# Partecipanti alla Milano-Torino 2024
Elenco dei partecipanti alla Milano-Torino 2024.
La Milano-Torino 2024 è stata la centocinquesima edizione della corsa. Alla competizione presero parte diciotto squadre: nove con licenza UCI World Tour 2024 e nove UCI Continental Team.
Accreditati alla partenza 125 ciclisti.

## Corridori per squadra
Nota: R ritirato, NP non partito, FT fuori tempo, SQ squalificato
| Astana Qazaqstan Team | Astana Qazaqstan Team | Astana Qazaqstan Team | Arkéa-B&B Hotels       | Arkéa-B&B Hotels       | Arkéa-B&B Hotels       | Bingoal WB                    | Bingoal WB                    | Bingoal WB                    |
| --------------------- | --------------------- | --------------------- | ---------------------- | ---------------------- | ---------------------- | ----------------------------- | ----------------------------- | ----------------------------- |
| N°                    | Ciclista              | Clas.                 | N°                     | Ciclista               | Clas.                  | N°                            | Ciclista                      | Clas.                         |
| 1                     | Mark Cavendish        | R                     | 11                     | Arnaud Démare          | 17°                    | 21                            | Davide Persico                | 89°                           |
| 2                     | Cees Bol              | 19°                   | 12                     | Louis Barré            | 51°                    | 22                            | Floris De Tier                | 12°                           |
| 3                     | Michele Gazzoli       | 49°                   | 13                     | Donavan Grondin        | 82°                    | 23                            | Louka Matthys                 | 36°                           |
| 4                     | Aleksej Lucenko       | 11°                   | 14                     | Hubert Grygowski       | 91°                    | 24                            | Johan Meens                   | 29°                           |
| 5                     | Harold Martín López   | 40°                   | 15                     | Mathis Le Berre        | 53°                    | 25                            | Lennert Teugels               | 30°                           |
| 6                     | Michael Mørkøv        | 115°                  | 16                     | Łukasz Owsian          | 110°                   | 26                            | Marco Tizza                   | 43°                           |
| 7                     | Santiago Umba         | 67°                   | 17                     | Miles Scotson          | 109°                   | 27                            | Giacomo Villa                 | 28°                           |
| Bora-Hansgrohe        | Bora-Hansgrohe        | Bora-Hansgrohe        | Cofidis                | Cofidis                | Cofidis                | Corratec Vini Fantini         | Corratec Vini Fantini         | Corratec Vini Fantini         |
| N°                    | Ciclista              | Clas.                 | N°                     | Ciclista               | Clas.                  | N°                            | Ciclista                      | Clas.                         |
| 31                    | Bob Jungels           | 15°                   | 41                     | Bryan Coquard          | 20°                    | 51                            | Kristian Sbaragli             | 25°                           |
| 32                    | Alexander Hajek       | 46°                   | 42                     | Thomas Champion        | 95°                    | 52                            | Matteo Amella                 | 87°                           |
| 33                    | Emil Herzog           | 7°                    | 43                     | Rubén Fernández        | NP                     | 53                            | Valerio Conti                 | 64°                           |
| 34                    | Florian Lipowitz      | 14°                   | 44                     | Simon Geschke          | 50°                    | 54                            | Alessandro Iacchi             | 114°                          |
| 35                    | Luis-Joe Lührs        | 70°                   | 45                     | Stefano Oldani         | 60°                    | 55                            | Marco Murgano                 | 93°                           |
| 36                    | Anton Palzer          | 45°                   | 46                     | Benjamin Thomas        | 33°                    | 56                            | Lorenzo Quartucci             | 59°                           |
| 37                    | Frederik Wandahl      | 10°                   | 47                     | Axel Zingle            | 119°                   | 57                            | Samuele Zambelli              | 113°                          |
| EF Education-EasyPost | EF Education-EasyPost | EF Education-EasyPost | Intermarché-Wanty      | Intermarché-Wanty      | Intermarché-Wanty      | Israel-Premier Tech           | Israel-Premier Tech           | Israel-Premier Tech           |
| N°                    | Ciclista              | Clas.                 | N°                     | Ciclista               | Clas.                  | N°                            | Ciclista                      | Clas.                         |
| 61                    | Andrey Amador         | 104°                  | 71                     | Arne Marit             | 56°                    | 81                            | Ethan Vernon                  | 63°                           |
| 62                    | Stefan de Bod         | 38°                   | 72                     | Kevin Colleoni         | 85°                    | 82                            | Pier-André Côté               | 23°                           |
| 63                    | Lukas Nerurkar        | 106°                  | 73                     | Simone Gualdi          | 34°                    | 83                            | Moritz Kretschy               | 100°                          |
| 64                    | Alberto Bettiol       | 1°                    | 74                     | Rune Herregodts        | 90°                    | 84                            | Nadav Raisberg                | 39°                           |
| 65                    | Yuhi Todome           | 62°                   | 75                     | Tom Paquot             | 92°                    | 85                            | Nick Schultz                  | 9°                            |
| 66                    | Marijn van den Berg   | 79°                   | 76                     | Dion Smith             | 105°                   | 86                            | Riley Sheehan                 | 48°                           |
| 67                    | Jardi van der Lee     | NP                    | 77                     | Gijs Van Hoecke        | 99°                    | 87                            | Jake Stewart                  | 18°                           |
| Movistar Team         | Movistar Team         | Movistar Team         | Q36.5 Pro Cycling Team | Q36.5 Pro Cycling Team | Q36.5 Pro Cycling Team | Team DSM-Firmenich PostNL     | Team DSM-Firmenich PostNL     | Team DSM-Firmenich PostNL     |
| N°                    | Ciclista              | Clas.                 | N°                     | Ciclista               | Clas.                  | N°                            | Ciclista                      | Clas.                         |
| 91                    | Iván García Cortina   | 81°                   | 101                    | Matteo Badilatti       | 42°                    | 111                           | Casper van Uden               | 55°                           |
| 92                    | Carlos Canal          | 26°                   | 102                    | Gianluca Brambilla     | 6°                     | 112                           | Alexander Edmondson           | 118°                          |
| 93                    | Davide Cimolai        | 80°                   | 103                    | Walter Calzoni         | 58°                    | 113                           | Milan Kadlec                  | 111°                          |
| 94                    | Lorenzo Milesi        | 86°                   | 104                    | Marcel Camprubi        | 108°                   | 114                           | Enzo Leijnse                  | 83°                           |
| 95                    | Sergio Samitier       | 44°                   | 105                    | Alessandro Fancellu    | 69°                    | 115                           | Patrick Bevin                 | 102°                          |
| 96                    | Gonzalo Serrano       | 24°                   | 106                    | Nicolò Parisini        | 21°                    | 116                           | Benjamin Peatfield            | 107°                          |
| 97                    | Einer Rubio           | 13°                   | 107                    | Joey Rosskopf          | 101°                   | 117                           | Kevin Vermaerke               | 5°                            |
| Team Polti Kometa     | Team Polti Kometa     | Team Polti Kometa     | TotalEnergies          | TotalEnergies          | TotalEnergies          | Tudor Pro Cycling Team        | Tudor Pro Cycling Team        | Tudor Pro Cycling Team        |
| N°                    | Ciclista              | Clas.                 | N°                     | Ciclista               | Clas.                  | N°                            | Ciclista                      | Clas.                         |
| 121                   | Davide Bais           | 27°                   | 131                    | Valentin Ferron        | 54°                    | 141                           | Simon Pellaud                 | 103°                          |
| 122                   | Mattia Bais           | 65°                   | 132                    | Fabien Doubey          | 37°                    | 142                           | Aloïs Charrin                 | 116°                          |
| 123                   | Germán Darío Gómez    | 61°                   | 133                    | Fabien Grellier        | 52°                    | 143                           | Robin Froidevaux              | 22°                           |
| 124                   | Giovanni Lonardi      | 66°                   | 134                    | Émilien Jeannière      | 88°                    | 144                           | Alexander Kamp                | R                             |
| 125                   | Mirco Maestri         | 74°                   | 135                    | Julien Simon           | 72°                    | 145                           | Alexander Krieger             | NP                            |
| 126                   | Andrea Pietrobon      | 35°                   | 136                    | Jason Tesson           | 112°                   | 146                           | Roland Thalmann               | 73°                           |
| 127                   | Diego Sevilla         | 77°                   | 137                    | Mattéo Vercher         | 96°                    | 147                           | Fabian Weiss                  | 94°                           |
| UAE Team Emirates     | UAE Team Emirates     | UAE Team Emirates     | Uno-X Mobility         | Uno-X Mobility         | Uno-X Mobility         | VF Group-Bardiani CSF-Faizanè | VF Group-Bardiani CSF-Faizanè | VF Group-Bardiani CSF-Faizanè |
| N°                    | Ciclista              | Clas.                 | N°                     | Ciclista               | Clas.                  | N°                            | Ciclista                      | Clas.                         |
| 151                   | Marc Hirschi          | 3°                    | 161                    | Alexander Kristoff     | 16°                    | 171                           | Lorenzo Conforti              | 84°                           |
| 152                   | Sjoerd Bax            | 75°                   | 162                    | Jonas Abrahamsen       | 68°                    | 172                           | Filippo Magli                 | 32°                           |
| 153                   | Jan Christen          | 2°                    | 163                    | Fredrik Dversnes       | 31°                    | 173                           | Martin Marcellusi             | 8°                            |
| 154                   | Gal Glivar            | 71°                   | 164                    | Stian Fredheim         | 57°                    | 174                           | Alessio Martinelli            | 41°                           |
| 155                   | Vegard Stake Laengen  | 76°                   | 165                    | Odd Christian Eiking   | 47°                    | 175                           | Mattia Pinazzi                | 98°                           |
| 156                   | Pablo Torres          | R                     | 167                    | Søren Wærenskjold      | 117°                   | 176                           | Manuele Tarozzi               | 78°                           |
| 157                   | Diego Ulissi          | 4°                    |                        |                        |                        | 177                           | Enrico Zanoncello             | 97°                           |